# Fredrik Lindberg
Pour les articles homonymes, voir Lindberg.
Fredrik Lindberg est un curleur suédois né le 2 février 1986 à Bro. Il a remporté la médaille de bronze du tournoi masculin aux Jeux olympiques d'hiver de 2014 à Sotchi, en Russie.